# Марія Корольова
Марія Корольова (англ. Mariya Koroleva; нар. 10 квітня 1990, Ярославль, РРФСР, СРСР) — американська синхронна плавчиня.
Учасниця Олімпійських Ігор 2012, 2016 років.
Призерка Панамериканських ігор 2011 року.
Призерка літньої Універсіади 2013 року.